# Hermann Fock
Hermann Fock, auch Focke (* 7. September 1634 in Lübeck; † 20. Mai 1701 ebenda) war Kaufmann und Ratsherr der Hansestadt Lübeck.

## Leben

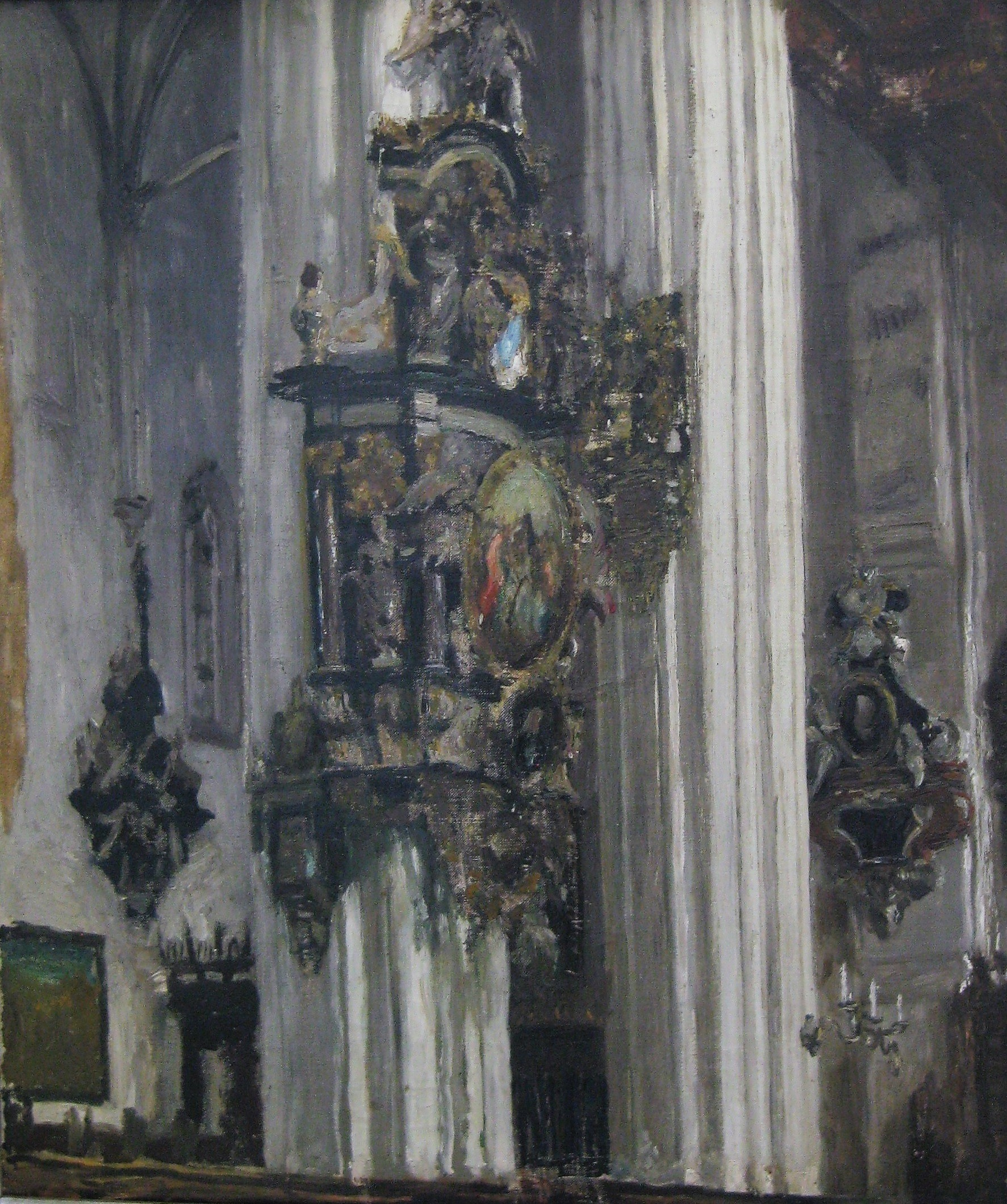
Heinrich Fricke: Marienkirche zu Lübeck, Pfeiler-Epitaph mit dem Epitaph Fock im Bildmittelpunkt (um 1915)

Hermann Fock war als Kaufmann Mitglied der Lübecker Schonenfahrer. Für das Jahr 1680 wird er als Förderer der Lübecker Kirchenmusik erwähnt. 1692 wurde er in den Lübecker Rat erwählt. Er erhielt nach seinem Tode 1701 im Jahr 1703 ein hölzernes Rokoko-Epitaph in der Lübecker Marienkirche von seinem Sohn, dem promovierten Juristen Heinrich Focke gesetzt, welches beim Luftangriff auf Lübeck 1942 verbrannte. Eine Abbildung ist als Gemälde des Malers Heinrich Fricke überliefert und zeigt den Zustand um 1915; es galt als verschollen und befindet sich seit 2010 in einer norddeutschen Privatsammlung. Der Barockdichter Nathanael Schlott widmete ihm 1702 (neben anderen Lübecker Patriziern) seine Gedichtsammlung „Eine Hand-voll poetischer Blätter“.
Hermann Fock war (zuletzt ?) verheiratet mit Dorothea geb. Bulmering, die in erster Ehe mit Hinrich Eckhoff verheiratet war, der letztwillig der Marienkirche die neue Kanzel von 1691 stiftete. Der Lübecker Domherr Heinrich von Focke war sein Sohn.